# Vanesa Gimbert
Vanessa Gimbert Acosta (nascida em 19 de abril de 1980) é uma futebolista espanhola que joga como meio-campista, que joga atualmente pelo Atlético de Bilbao, Primera División da Espanha. Anteriormente, ela jogou pelo RCD Espanyol, Levante UD, CFF Estudiantes, Sevilla FC e Rayo Vallecano. Ela ganhou quatro ligas com o Levante e o Rayo.
Gimbert foi um membro da equipe nacional espanhola desde uma idade jovem, participando aos 17 no Campeonato Europeu de 1997. Ela foi a capitã da equipe nas qualificações para o Campeonato Europeu de 2009.